# Oro Grande
Oro Grande – osada (unincorporated community) położona na pustyni Mojave w hrabstwie San Bernardino, w stanie Kalifornia w USA. Ok. 1000 mieszkańców.
Znajduje się w sąsiedztwie miast Victorville i Adelanto. Przez osadę przebiega Droga 66.